# 野菜を愉しむ 畑レストラン
『野菜を愉しむ 畑レストラン』（やさいをたのしむ はたけレストラン）は、テレビ東京で2011年7月3日から同年9月25日まで3か月間放送された料理番組である。カゴメの一社提供。
毎回1つの野菜を題材に1人の料理人が全国各地の野菜農家を訪れ、創作料理を作る。

## テーマ野菜
- 第1回 - トマト (柿沢安耶)
- 第2回 - そうめん南瓜 (野永喜三夫)
- 第3回 - 加賀太キュウリ[1] (深田景)
- 第4回 - 完熟キャベツ (水野正樹)
- 第5回 - 枝豆 (奥野義幸)
- 第6回 - ゴーヤ (ベリッシモ・フランチェスコ)
- 第7回 - マンゴー (ベリッシモ・フランチェスコ)
- 第8回 - トウモロコシ (茂出木浩司)
- 第9回 - ナス (柿沢安耶)
- 第10回 - パプリカ (川手寛康)
- 第11回 - ニンジン (和知徹)
- 第12回 - トマト (野永喜三夫)
- 第13回 - サトイモ (柿沢安耶)

## 放送局
- テレビ東京
- テレビ大阪
- テレビ愛知